# Фразнадело (Бергамо)
Фразнадело је насеље у Италији у округу Бергамо, региону Ломбардија.
Према процени из 2011. у насељу је живело 117 становника. Насеље се налази на надморској висини од 532 м.